# Геостатистика
Геостати́стика — наука и технология для анализа, обработки и представления пространственно-распределенной (или пространственно-временной) информации с помощью статистических методов. Геостатистика моделирует распределение объектов, явлений и процессов в географическом пространстве.

## Предмет анализа
Предметом анализа геостатистики являются пространственные переменные (или регионализованные  — regionalised variables), что аналогично переменной с координатной привязкой. В качестве примера пространственных переменных можно привести: количество осадков, плотность населения в некоторой географической области, мощность геологической формации, плотность загрязнения почвы, среднее потребление электроэнергии в определенный час и т. п. Пространственные переменные не следует путать со случайными величинами, используемыми в обычной статистике.
Основным свойством регионализованных переменных является пространственная непрерывность. Она существует в большинстве геофизических явлений и выражает степень изменения переменной в пространстве. Пространственная непрерывность имеет статистический характер — обычно наблюдается непрерывность в среднем: когда точка X стремится к X0 лишь среднее значение | f(X) - f(X0) |2 стремится к нулю. Другими словами, объекты, явления и процессы, которые расположены ближе в пространстве, являются более подобными между собой по сравнению с теми, которые более удалены друг от друга.
Вариограмма в геостатистике служит для количественного описания пространственной непрерывности и моделирования пространственной корреляции. График вариограммы показывает зависимость между дисперсией признака в определенных местоположениях и расстоянием между последними. Эта зависимость используется для предсказания значений в других местоположениях методом кригинга, то есть при пространственной интерполяции. Например, по известным значениям высоты земной поверхности в некоторых точках, можно определить значения в неизвестных точках между ними.

## Историческая справка
Первым применил геостатистику южно-африканский инженер Дэни Криг (Danie Krige) совместно с Хербертом Сичелом (Herbert Sichel) на золоторудном руднике Витватерсранд (Witwatersrand) в ЮАР. В честь Дэни Крига назван один из основных методов геостатистического оценивания — кригинг.
Французский ученый Жорж Матерон обратил внимание на работы Крига и разработал геостатистический подход, как теорию регионализиванных (пространственных) переменных, для анализа данных о природных ископаемых (горнорудное дело)
 Независимо от них и практически в это же время Л. С. Гандиным была сформулирована теория оптимальной интерполяции для объективного анализа метеополей, которая включала основы геостатистической теории

## Области приложения
Современная геостатистика быстро развивается и спектр её применения весьма широк — от традиционного использования в области добычи природных ископаемых (руда, нефть, газ) до приложений в экономике, финансах, климатологии, почвоведении, экологии, эпидемиологии, и многих других естественных и социальных науках.

## Дополнительная информация
1. Программное обеспечение Geostatistical Software Tool Владимира Мальцева.  (недоступная ссылка с 13-05-2013 [4447 дней] — история)
2. Пакет прикладных программ Геостат офис в книге M. Kanevski & M.Maignan Analysis and Modelling of Spatial Environmental Data. (недоступная ссылка)